# 스킵 비트
스킵 비트(일본어: スキップ・ビート!, Skip Beat!)는 나카무라 요시키의 일본 소녀만화이다. 16세 소녀 모가미 교코(最上 キョーコ)가 등장한다.
일본에서 이 만화는 하쿠센샤의 소녀 만화 잡지 하나토유메에서 2002년 2월 처음 출간되었으며 미국에서는 비즈 미디어의 쇼조 비트 레이블을 통해 2006년 출판을 시작했다. 48권과 1권의 팬북이 일본에서 출시되었고 이 책들 중 46권이 미국에서 출시되었다. 2002년, 드라마 CD 각색판이 만들어져 마린 엔터테인먼트에 의해 출시되었으며 만화의 1권(1~5장)을 다룬다. 애니메이션 각색판은 할 필름 메이커에 의해 제작되었으며 2008년 10월 5일 방영을 시작했다. 2009년 7월 12일 25화를 끝으로 방영을 종료했다.